# Saccoloma domingense
Saccoloma domingense är en ormbunkeart som först beskrevs av Kurt Sprengel, och fick sitt nu gällande namn av Karl Anton Eugen Prantl. Saccoloma domingense ingår i släktet Saccoloma och familjen Saccolomataceae. Inga underarter finns listade.